# Parapercis macrophthalma
Parapercis macrophthalma és una espècie de peix de la família dels pingüipèdids i de l'ordre dels perciformes.

## Descripció
- Fa 14 cm de llargària màxima.[3][4]

## Hàbitat i distribució geogràfica
És un peix marí, demersal i de clima tropical, el qual viu al Pacífic occidental: la plataforma continental i el talús continental d'Austràlia (Nova Gal·les del Sud, Queensland, Austràlia Occidental i el mar del Corall).

## Observacions
És inofensiu per als humans.